# Bernhard Gál
Bernhard Gál (Viena, 1971) é um artista, compositor e musicólogo austríaco, conhecido internacionalmente como um dos artistas sonoros mais prolíficos da nova geração.

## Biografia
Nascido em Viena, Áustria, em 1971, ele começou a ter interesse pela música e a arte sonora quando jovem, por volta de 1985. Gál frequentou a Universidade de Música de Viena, onde estudou Engenharia de Som, e na Universidade de Viena, na qual estudou Musicologia, e após estudos se concentrou em atividades de composições e artísticas.
Bernhard dirige a gravadora Gromoga Records e é o diretor artístico da organização artística austríaca SP CE. Entre 2006 e 2007, ele deu aulas sobre a arte sonora na Universidade de Artes de Berlim. E atualmente ocupa um cargo de investigação na Universidade Paris Lodron, em colaboração com a faculdade de doutoramento interdisciplinar "Art and the Public Sphere".
Ele já teve seus trabalhos apresentados internacionalmente em concertos, instalações sonoras, exposições e retratos radiofônicos. Gál foi convidado para festivais internacionais de música e arte, sendo Wien Modern Vienna, MaerzMusik Berlin, Sonambiente Berlin, Donaueschinger Musiktage, Nuova Consonanza Rome, MATA Festival New York, Soundfield Chicago, Mutek Montreal, Musicacoustica Beijing e FILE São Paulo.